# Строганов, Николай Иванович
Никола́й Ива́нович Стро́ганов (27 ноября 1935 — 18 октября 2009) — советский и российский оператор-постановщик.

## Биография
Работал на киностудии «Беларусьфильм».
С 1969 года и по 1993 год — оператор-постановщик на киностудии «Ленфильм».
Член Союза кинематографистов СССР (Ленинградское отделение).

## Фильмография
1. 1965 — Город мастеров (ассистент оператора) (Режиссёр-постановщик: Владимир Бычков)
2. 1967 — Зелёная карета (ассистенты оператора: Николай Строганов, Ф. Тотров) (Режиссёр-постановщик: Ян Фрид)
3. 1969 — Будет фильм (короткометражный) (Режиссёр-постановщик: Эдуард Розовский)
4. 1972 — Боба и слон (ТВ) (Режиссёр-постановщик: Август Балтрушайтис)
5. 1972 — Синие зайцы, или Музыкальное путешествие (Режиссёр-постановщик: Виталий Аксёнов)
6. 1972 — Умные вещи (Режиссёр-постановщик: Анатолий Граник)
7. 1974 — Незнакомый наследник (Режиссёры-постановщики: Геннадий Казанский, Олег Дашкевич)
8. 1977 — Беда (совместно с Анатолием Лапшовым) (Режиссёр-постановщик: Динара Асанова)
9. 1977 — Строгая мужская жизнь (совместно с Львом Колгановым) (Режиссёр-постановщик: Анатолий Граник)
10. 1978 — Дети как дети (ТВ) (Режиссёр-постановщик: Аян Шахмалиева)
11. 1978 — Сегодня или никогда (Режиссёр-постановщик: Игорь Усов)
12. 1980 — День на размышление (Режиссёр-постановщик: Август Балтрушайтис)
13. 1983 — Вольный ветер (ТВ) (Режиссёр-постановщик: Ян Фрид)
14. 1983 — Требуются мужчины (Режиссёр-постановщик: Валерий Родченко)
15. 1985 — Снегурочку вызывали? (ТВ) (Режиссёр-постановщик: Валентин Морозов)
16. 1986 — При открытых дверях (ТВ) (Режиссёр-постановщик: Эрнест Ясан)
17. 1987 — Белое проклятье (Режиссёр-постановщик: Николай Ковальский)
18. 1989 — Филипп Траум (ТВ) (Режиссёр-постановщик: Игорь Масленников
19. 1990 — Палач (Режиссёр-постановщик: Виктор Сергеев)
20. 1991 — Третья планета (Режиссёр-постановщик: Александр Рогожкин)
21. 1992 — На Иртыше (Режиссёр-постановщик: Вячеслав Сорокин)
22. 1992 — Тартюф (ТВ) (Режиссёр-постановщик: Ян Фрид)
23. 1993 — Сенсация (Режиссёр-постановщик: Борис Горлов)

## Признание и награды
- 1978 — «Серебряная медаль» им. А. П. Довженко Александру Сметанину, Михаилу Кураеву, Анатолию Гранику, Льву Колганову, Николаю Строганову, Юрию Каюрову, Роману Громадскому, Всеволоду Кузнецову, Анатолию Пустохину, Анатолию Матешко за фильм Строгая мужская жизнь (1977)[1].